# Fimcap
カトリック教区青少年運動国際連盟（FIMCAP、フランス語: Fédération Internationale des Mouvements Catholiques d’Action Paroissiale）とは、カトリックの青少年団体の包括的な組織である。31の加盟団体が28カ国に拠点を置いている。 FIMCAPは1962年に設立され、聖職者、家族、生活のためのディカステリによって公式のカトリック組織として認められている。また、FIMCAPはヨーロッパ青少年フォーラムの正会員でもある。

## 歴史
1959年にはすでに、フランス、ベルギー、オランダの青年組織は、国際カトリック青年連盟（ICYF）に加盟する欧州運動の全国会長会議の間に、1959年10月にルツェルンで共同提案を採択し、国際的なプーリングのプロジェクトに取り組んでいた。 1960 年、聖体大会の過程で、ミュンヘンで最初の代議員会議が開催された。1961年10月7日から8日にかけて、11の青年団体が正式にミュンヘンにFIMCAPを設立した。1962年のイースターの日に財団が公に宣言された。 1976年に聖教会を通じて承認されて以来、FIMCAPは「国際カトリック組織」（ICO）であり、ローマの修道者評議会に登録されている。2006年以降、FIMCAPはベルギー政府によって国際的な非政府組織として認められている。

## 活動
ヨーロッパでの活動

## テーマ別の仕事とポジション
FIMCAPヨーロッパ